# Cartiglio

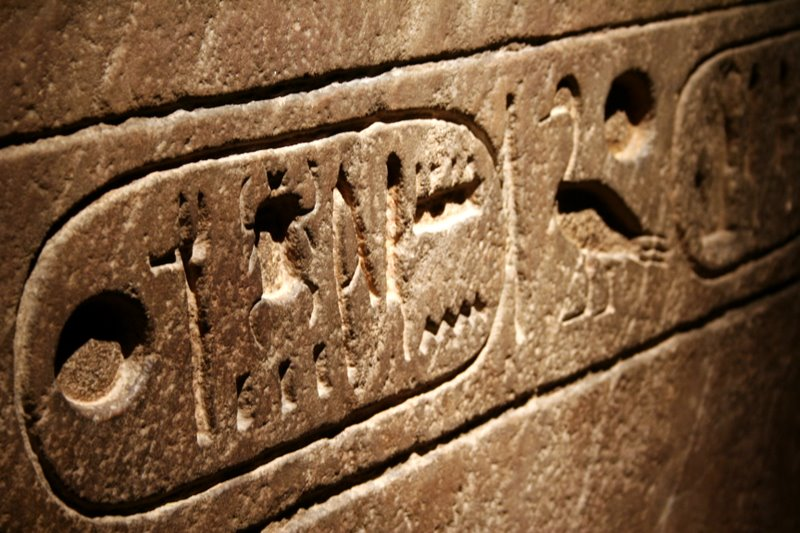
Cartiglio del faraone Seti II alla base della sua grande statua al Museo egizio di Torino

Il cartiglio, in generale, è un elemento decorativo (scolpito, dipinto o a stampa) talvolta a immagine di rotolo cartaceo in parte svolto, che contiene un testo, un titolo o un'iscrizione.

## Tipologia
Per quanto uno dei tipi comuni di cartiglio sia certamente il rotolo cartaceo, ne esistono molti altri: si annoverano cartigli floreali, altri composti da immagini simboliche, o evocatrici del soggetto rappresentato (nel quadro, nella carta geografica, ecc.), altri ancora di forma semplicemente geometrica (un rettangolo, un'ellisse, ecc.).
Occorre far riferimento al rapporto tra arte, scienza e traduzione, per rintracciarne usi consueti, affini ai 'pizzini', quasi palatinizzati, per comprenderne la diffusione nelle tavole graficamente illustrate, in botanica quanto in erboristeria, per arrivare in cucina e certamente in pittura, con somiglianze del piccolo rotolo e non più dunque solo nel cartiglio funebre o cerimoniale augurale, con la cornice nera e bianca traforata e in pizzo, che si scoprono tradizionalmente seguiti con frasi di compianto o di augurio, ora, semioticamente, breve schematizzazione dell'inserto o del risvolto, con qualche aspetto narrativo e identitario di accompagnamento.
Si pensi alla "Maestà" di Simone Martini, al "San Girolamo nello studio" di Antonello da Messina dove diviene rebus visivo quasi a predella, aptico ormai allo sguardo e quasi retoricamente al tatto o al "Cavaliere" di Vittore Carpaccio, dove insegue consapevolezza nel tema cavalleresco; poi, quindi, in opere destinate alla contemplazione e alla meditazione laica come le "nature morte" con fiori i cui significati simbolici e devozionali e affettivi potrebbero non sfuggire al pubblico delle Fiandre e che qualche risonanza filosofica potrebbero avere, specialmente da fine Cinquecento, in un manierismo diffuso, volto a superare i limiti continentali, nel rispetto dei generi consolidati di storia.

## Nell'antica cartografia
Il cartiglio (posto nella maggior parte dei casi, ma non sempre, in alto a destra) racchiude il titolo della carta geografica, e eventuali informazioni aggiuntive. Si va dal semplice "Italia Nova" della carta dell'Italia inclusa nell'edizione del 1672 della Introductio in universam geographiam tam veterem quam novam ... di Filippo Cluverio a diciture molto più complesse, con informazioni sull'anno di pubblicazione della carta, editore, tipografo, fonti, ecc.

## Nell'antico Egitto
Il termine indica anche il segno grafico usato nelle iscrizioni in antico egizio che racchiude due dei nomi del sovrano, il prenome e il nome. Ad esempio:
|                      |     |     |     |   |     |
| \| \| \| \| \| \| \| |     |     |     |   |     |
|                      |     |     |     |   |     |
| U6                   | C12 | C10 | F31 | s | M23 |

| U6 | C12 | C10 | F31 | s | M23 |

|                      |     |     |     |   |     |
| \| \| \| \| \| \| \| |     |     |     |   |     |
|                      |     |     |     |   |     |
| U6                   | C12 | C10 | F31 | s | M23 |

| U6 | C12 | C10 | F31 | s | M23 |

(Ramesisu Meriamon, nomen di Ramesse II).
Una delle ipotesi sulla sua origine è la derivazione dallo shen (anche in considerazione del fatto che il cartiglio compare più o meno contemporaneamente insieme all'epiteto sa Ra, figlio di Ra, che appunto è la principale divinità solare nel pantheon egizio), simbolo solare rappresentato come un cerchio:
| N5 |

Il cartiglio simboleggia il potere universale del dio sole, quindi del faraone.
In francese, il termine cartouche assegnato al cartiglio, deriva dalla forma di quest'ultimo: durante la Campagna d'Egitto del 1799, essa ricordava ai soldati napoleonici la cartuccia impiegata per caricare il fucile.